# 龙凤水库
龙凤水库是中国吉林省吉林市蛟河市境内的一座水库，位于拉法河支流龙凤河上，建于1973年。水库正常库容为1288万立方米，集雨面积为91平方千米，海拔为388.8米。